# Armascirus makilingensis
Armascirus makilingensis är en spindeldjursart som beskrevs av Corpuz-Raros 1995. Armascirus makilingensis ingår i släktet Armascirus och familjen Cunaxidae. Inga underarter finns listade i Catalogue of Life.